# Долина Узбой

Долина Узбой

Долина Узбой (лат. и англ. Uzboi Vallis) — долина, представляющая собой длинный канал на поверхности Марса. Находится к югу от марсианского экватора, в точке с координатами 29°48′ ю. ш. 37°06′ з. д. / 29,8° ю. ш. 37,1° з. д. Максимальная длина долины — 366 км. Названа именем Узбоя — участков сухих русел и мёртвых долин, находящихся на территории Туркменистана.
На Марсе долина начинается на северном крае равнины Аргир и, пройдя через несколько кратеров, заканчивается в ударном кратере Холден.
Долина Узбой, вероятно, была образована проточной водой. Считается, что слои на дне долины сформировались, когда поток воды, который исходил с северного края кратера Холден, был заблокирован. Образовалось новое озеро, которое постепенно увеличивалось в размерах; в конечном итоге вода переливалась через вал кратера и размывала близлежащую местность, формируя слои, которые видны сегодня. Отложения, состоящие из данных слоев, имеют крупные размеры, предполагается, что они были образованы быстрыми потоками воды.
Сейчас долина Узбой, долины Ладон, Жемчужная земля и долина Арес разделены крупными кратерами, но предполагается, что когда-то они входили в состав одного большого канала, по которому вода текла на север, к равнине Хриса. Вода в этот канал поступала из крупной впадины Аргир, ранее заполненной до краев. Согласно данной гипотезе полная длина этой системы долин составляет свыше 8000 км. Это самая протяжённая система долин, известных в Солнечной системе.